# Assassinat ciblé

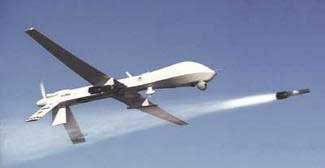
Drone Predator américain tirant un missile Hellfire du genre utilisé lors des assassinats ciblés contre des présumés terroristes.

Un assassinat ciblé (en anglais targeted killing[pertinence contestée]) est une exécution extra-judiciaire, perpétrée par un État et réalisée le plus souvent soit par l'armée, soit par les services secrets, en dehors d'une zone de front ou d'un champ de bataille. La personne ciblée est considérée par l'État qui commet l'assassinat comme un combattant ou comme une menace générale pour la sécurité.

## Description
La tactique est souvent associée à la guerre asymétrique et est utilisée dans de nombreux cas contre des personnes qui se trouvent dans des pays où le déploiement de forces armées conventionnelles n'est pas possible et où les autorités locales sont insuffisamment structurées pour imposer de poursuites pénales ou de droit international à l'encontre de la personne concernée. Depuis la fin des années 2000, les États-Unis ont de plus en plus utilisé des véhicules aériens sans pilote (drones) pour tuer des personnes dans d'autres pays avec des missiles air-sol, tuant également des personnes non visées (cf. dommages collatéraux). Le nombre de personnes tuées par les états-unis seuls se compte en milliers.

## Dans le monde

### États-Unis
Cette pratique fait l'objet d'un débat public à bas bruit aux États-Unisqui ont généralisé la pratique notamment au Yémen, contre des cibles accusées d'appartenir à Al-Qaïda à la suite des attentats du 11 septembre 2001, et au Pakistan dans le cadre du conflit armé du Nord-Ouest.

### France
Sous le mandat de François Hollande, au moins une quarantaine de High Value Targets ont été exécutées à l’étranger entre 2013 et 2016,.

### Iran
Une enquête du réseau de médias European Investigative Collaborations révèle que l'Iran a eu recours aux assassinats ciblés de personnes de la population civile ou religieuse en Europe et aux États-Unis, en recrutant des tueurs à gages au sein des réseaux de narcotrafiquants ; l'Iran dément,.

### Israel
Cette pratique fait l'objet d'un débat public à bas bruit en Israël où la pratique est courante

## Analyse
Malgré ces controverses, la procédure semble généralement tolérée par les États occidentaux et leurs alliés. Des critiques tels que Thomas Fischer décrivent souvent la procédure comme fondamentalement illégale et comme un meurtre sanctionné par l'État , et le terme « meurtre ciblé » en conséquence comme un euphémisme. Dans un passé récent, cette pratique a conduit à des tensions politiques parfois considérables, par exemple entre les États-Unis et le Pakistan mais aussi plus récemment la Chine, principalement pour avoir intensifié les frappes de drones au Pakistan, ce qui a eu pour effet que la population générale des zones concernées à développé une haine des américains,. Selon des études indépendantes, plusieurs centaines de civils innocents sont morts rien qu'au Pakistan et l'usage extensif des drones par l'administration Obama (plus de 25 000 attaques orchestrées pendant sa présidence) a eu pour effet d'accélérer le recrutement de terroristes, et a rendu les terroristes plus sympathiques aux yeux de la population générale .